# ريان ميريت
ريان ميريت (بالإنجليزية: Ryan Merritt)‏ هو لاعب كرة قاعدة أمريكي، ولد في 21 فبراير 1992 في سيلنيا في الولايات المتحدة.

## وصلات خارجية
- ريان ميريت على موقع دوري كرة القاعدة الرئيسي (الإنجليزية)
- ريان ميريت على موقعبيزبول رفرنس.كوم (الدوري الرئيسي) (الإنجليزية)
- ريان ميريت على موقعبيزبول رفرنس.كوم (الدوري الثانوي) (الإنجليزية)
- ريان ميريت على موقع إي إس بي إن.كوم (أم.أل.بي) (الإنجليزية)
- ريان ميريت على موقع مشجعي الرسوم البيانية (الإنجليزية)